# Анте Чачич
Анте Чачич (на хърватски: Ante Čačić) е хърватски треньор по футбол. Един от първите десет треньора в Хърватия, които получават УЕФА Про лиценз.

## Кариера
През кариерата си е печелил промоция с отборите на Интер Запрешич и Дубрава. Бил е треньор през годините също на Задар, Осиек, Славен Белупо, Камен Инград, Кроация Сесвет и Локомотив Загреб. През 2005 г. става асистент на Илия Лончаревич в националния отбор на Либия. По това време води и отбора до 21 г. на Средиземноморските игри 2005 в Испания. След като губи от домакина в полуфиналите, печели бронзов медал след победа над Мароко след изпълнение на дузпи.
През юни 2006 г. се връща в Хърватия и поема тимът на Камен Инград, но след само 3 месеца договорът му е прекратен. През октомври 2006 г. поема Интер Запрешич, с които печели промоция за Първа лига. След разочароващ старт на сезон 2007/08 е уволнен през август 2007 г. През октомври 2008 г. става треньор на Локомотив Загреб. На 23 декември 2011 г. подписва за година и половина с Динамо Загреб. Води националния отбор на Хърватия на Евро 2016.